# Louise Spannring

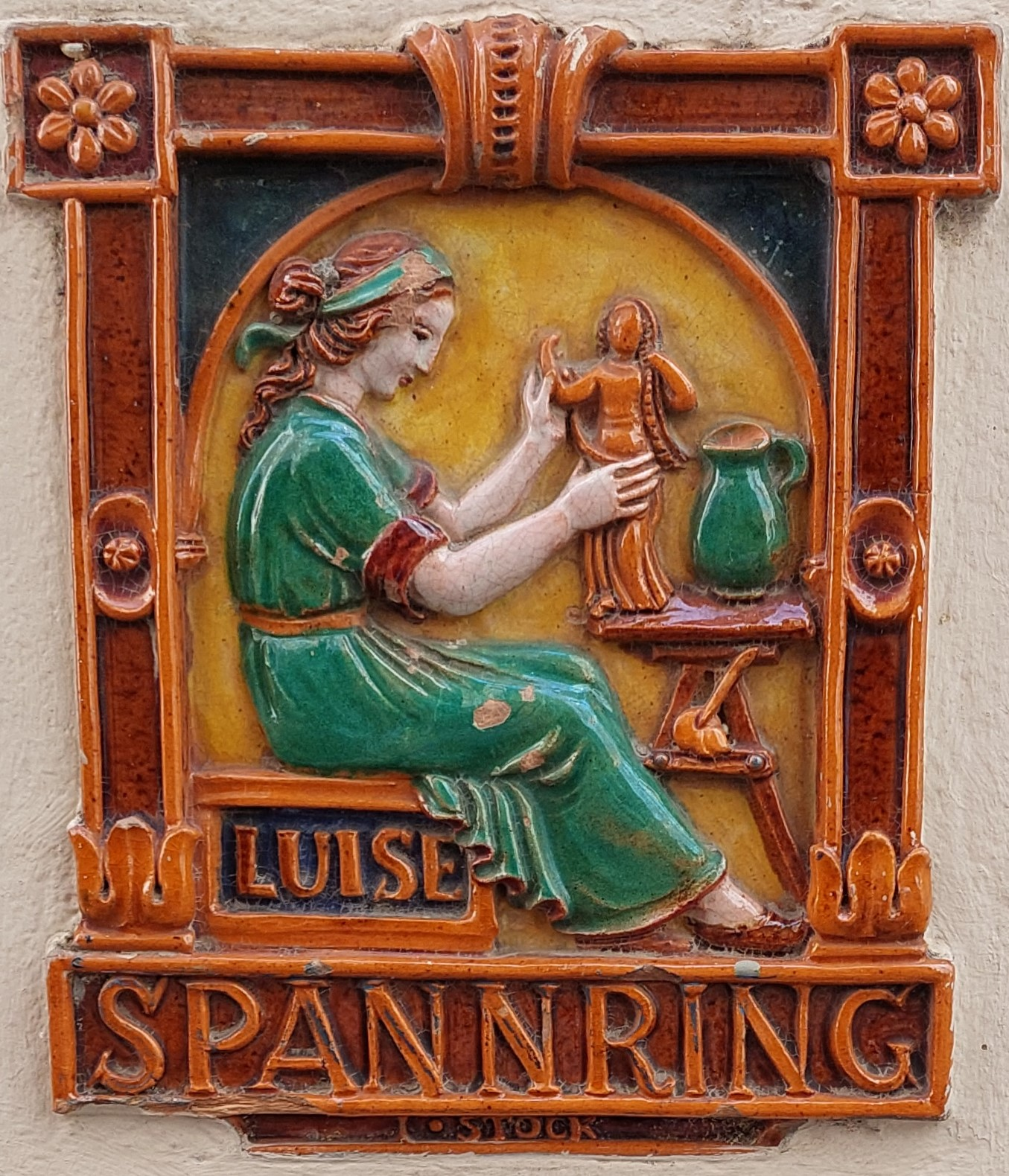
Werkstattzeichen von Luise Spannring in der Steingasse 28, Salzburg

Louise Spannring, auch Luise Spannring (* 15. Juli 1894 in Villach; † 17. Februar 1982 in Puch bei Hallein) war eine österreichische Keramikerin und Unternehmerin.

## Leben und Wirken
Die Tochter des Bildhauers Hubert Spannring besuchte von 1908 bis 1912 die Fachschule für Holz- und Steinbearbeitung in Hallein und studierte anschließend ab 1912 an der Wiener Kunstgewerbeschule bei Franz Barwig und Michael Powolny. Sie war Mitarbeiterin der Wiener Werkstätte.
Ab 1915 führte sie gemeinsam mit ihrem Vater eine Werkstätte.  Von 1919 bis 1960 betrieb sie in Salzburg eine Keramikwerkstatt und gründete eine keramische Schule, die den Werkstoff Ton als Material für moderne Künstlerkrippen propagierte. Ihre Werkstatt befand sich in der Steingasse 28 im ehemaligen Hofhafnerhaus am Hafnerbühel.
Ihr Atelier befand sich in Puch bei Hallein. Spannring gehörte zunächst der Künstlervereinigung Der Wassermann und ab 1925 bis zu dessen Auflösung 1938 dem Sonderbund österreichischer Künstler an. Sie war auch Mitglied der Künstlervereinigung MAERZ.

## Werke
Spannring baute ihre Arbeitsweise auf bodenständige Entwicklungen auf, die bis ins Mittelalter zurückreichen. Alte Volkskunst und ländlicher Barock inspirierten sie bei der Schaffung eigenständiger Kreationen. Sie schuf insbesondere Krippen, Krippenfiguren, Heiligenfiguren in Keramik, die sich teilweise in Privatbesitz und teilweise in öffentlichen und privaten Museen befinden. Für das Prof. Anton Aichers Künstler Marionettentheater schuf sie ab 1926 Köpfe, Hände und zum Teil auch ganze Figuren für Mozarts Jugendwerk Apollo et Hyacinthus.
- Hl. Hubertus, 19545
- 4 Jahreszeitenfiguren, Kerzenleuchter, undatiert
- Maria mit dem Jesusknaben, 1922
- Christus am Ölberg, 1925
- Musizierende Engel mit Laute und Xylophon, undatiert
- Leuchterengel, undatiert
- Krippenfiguren, undatiert
- Eleganter Mann mit Stock und Zylinder, undatiert
- Junge mit Schälchen, undatiert